# John Milton
John Milton (9 tháng 12 năm 1608 – 8 tháng 11 năm 1674) là một nhà thơ, soạn giả, nhà bình luận văn học người Anh, một công chức của Khối thịnh vượng chung Anh. Ông nổi tiếng với bài thơ "Thiên đường đã mất" (Paradise Lost), "Thiên đường trở lại" (Paradise Regained) và Areopagitica - bài luận lên án sự kiểm duyệt.

## Cuộc đời
John Milton sinh ngày 9 tháng 12 năm 1608 tại London trong một gia đình khá giả. Milton có được sự giáo dục rất tốt – đầu tiên là của gia đình, sau đó là ở Đại học Cambridge. Năm 1625 Milton vào học Đại học Cambridge và tốt nghiệp năm 1632 với bằng thạc sĩ văn chương (Master of Arts degree). Tiếp đó là thời gian 6 năm sống ở trang trại Horton (gần London) với quá trình tự học và hoàn thiện kiến thức về mọi mặt. Các năm 1637 – 1638 Milton đi du lịch Pháp, Ý, gặp gỡ, làm quen với Galileo Galilei, Hugo Grotius và những người nổi tiếng khác thời bấy giờ.
Năm 1639 Milton trở về London. Thời kỳ từ 1639 – 1660 ông viết nhiều tác phẩm về chính trị, triết học và tôn giáo: Về cải cách ở Anh (Of Reformation in England), Suy nghĩ về sự lãnh đạo của nhà thờ (The Reason of Church Government, 1641-1642), Về chế độ giám mục quản lý nhà thờ (Of Prelatical Episcopacy), Về giáo dục (Tractate of Education,1644). Năm 1641 ông cưới vợ và người vợ này đã bỏ ông ra đi chưa đầy một năm sau đó. Thất bại trong hôn nhân đã giúp ông viết tác phẩm Về sự ly hôn (The Doctrine and Discipline of Divorce, 1643)... Ngoài các tác phẩm chính trị triết học và tôn giáo, thời kỳ này ông viết các tác phẩm thơ kịch như: L'Allegro (1631), Il Penseroso (1631), Comus (1634), Lycidas (1638)...
Thời kỳ những năm 1660 – 1674 là những năm tháng tuổi già của Milton. Ông bị mù từ năm 1652 nên sự nghiệp chính trị cũng như tiền bạc đều gặp khó khăn. Thời kỳ này ông sống với người vợ thứ hai và hai cô con gái (người vợ đầu chỉ quay lại với ông một thời gian rồi chết sớm). Đối với Milton – đây là thời kỳ ông vô cùng cô đơn nhưng đồng thời cũng là thời kỳ mà tài năng văn học của ông phát triển rực rỡ nhất. Những tác phẩm lưu danh ông muôn thuở được viết ra ở thời kỳ này: Thiên đường đã mất (Paradise Lost), Thiên đường trở lại (Paradise Regained), Samson đấu sĩ (Samson Agonistes).
John Milton mất ngày 8 tháng 11 năm 1674 tại London. 
Là cây đại thụ của văn học Anh và thế giới nhưng tác phẩm của John Milton hầu như chưa hề được dịch ra tiếng Việt. Chỉ gần đây, tác phẩm Thiên đường đã mất mới được Hồ Thượng Tuy chuyển ra tiếng Việt (chưa in thành sách).

## Thiên đường đã mất

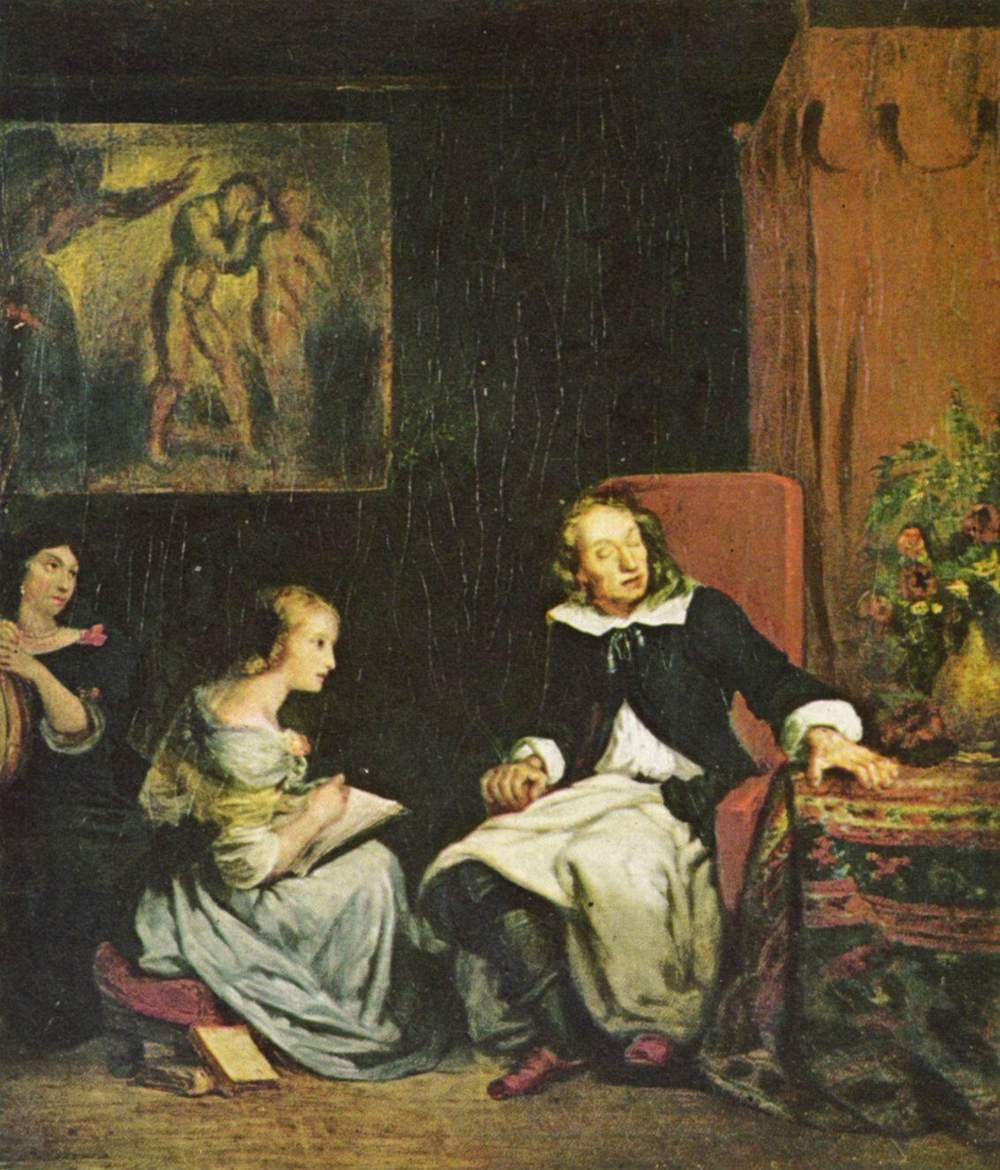
John Milton đọc Thiên đàng đã mất cho các cô con gái

Thiên đường đã mất in năm 1667, Thiên đường trở lại và Samson đấu sĩ in năm 1670, 1671.
Thiên đường đã mất là thiên sử thi tôn giáo về sự phẫn nộ của những thiên sứ bị đày và về sự sa ngã của con người. Không như những thiên anh hùng ca của Homer, các thiên sử thi thời trung cổ hay Thần khúc của Dante, Thiên đường đã mất không có sự sáng tạo tự do về ý tưởng của tác giả. Milton dựa theo cốt truyện của Kinh Thánh, ngoài ra các nhân vật trong tác phẩm, phần lớn, là những nhân vật thần thánh, không cho phép mô tả một cách hiện thực. Mặt khác, thiên thần và quỷ Satan, Adam và Eve cũng như các nhân vật khác của tác phẩm này đã có hình ảnh bất di bất dịch trong sự hình dung của đại chúng cùng như trong sự giáo dục theo Kinh Thánh – Milton lại là nhà thơ tuân thủ theo những luật lệ của Thanh giáo khắt khe. Những đặc điểm này thể hiện ở sự có ít những hình tượng, còn những nhân vật từ Kinh Thánh chỉ có vẻ như mô phỏng lại.
Ý nghĩa vĩ đại của Thiên đường đã mất là ở bức tranh tâm lý của cuộc đấu tranh giữa trời và địa ngục. Dục vọng chính trị sục sôi trong con người Milton đã giúp cho ông tạo nên một hình ảnh quỷ Satan mà sự khát khao tự do của nó đã dẫn đến cái ác. Phần đầu của Thiên đường đã mất, nơi mà kẻ thù của Đấng sáng tạo tự hào về sự sa ngã của mình và xây dựng lên tòa lâu đài Pandemonium rồi đe dọa bầu trời – đấy là nguồn cảm hứng bất tận cho Lord Byron cũng như tất cả các nhà thơ lãng mạn khác về ma quỷ và lòng tin. Vẻ hùng tráng của Thanh giáo được thể hiện trong hình ảnh những linh hồn khao khát tự do, nguồn cảm xúc về một "thiên đường đã mất", bức tranh vẽ thiên đường bằng thơ, tình yêu của những con người đầu tiên và việc họ bị đuổi khỏi thiên đàng cùng với chất nhạc trong thơ đã mang lại sự bất tử cho Thiên đường đã mất. Bạn đọc có thể xem nội dung tóm tắt của Thiên đường đã mất và phần trích dẫn ở mục từ Thiên đường đã mất.

## Thiên đường trở lạivàSamson đấu sĩ
Có nhiều người coi Thiên đường trở lại là phần kế tiếp của Thiên đường đã mất. Thực ra đây là một tác phẩm độc lập không hề có mối liên hệ gì với Thiên đường đã mất. Nếu Thiên đường đã mất là một thiên sử thi có độ lớn về không gian thì, ngược lại, Thiên đàng trở lại là một tác phẩm cô đặc trong một không gian hẹp hơn nhiều. Thiên đường trở lại mô tả câu chuyện những linh hồn ác cám dỗ Jesus Christ nhưng sự mô tả không thành công bằng Thiên đường đã mất.
Samson đấu sĩ cũng giống như như Comus, là một thử nghiệm nữa của Milton trong thể loại kịch thơ, mặc dù đây là tác phẩm để đọc hơn là tác phẩm để dàn dựng trên sân khấu. Dù sao, Samson đấu sĩ là tác phẩm xứng đáng khép lại con đường văn học đầy vinh quang của John Milton.

## Tác phẩm thơ và kịch
- L'Allegro (1631)
- Il Penseroso (1631)
- Comus (a masque)(1634)
- Lycidas (1638)

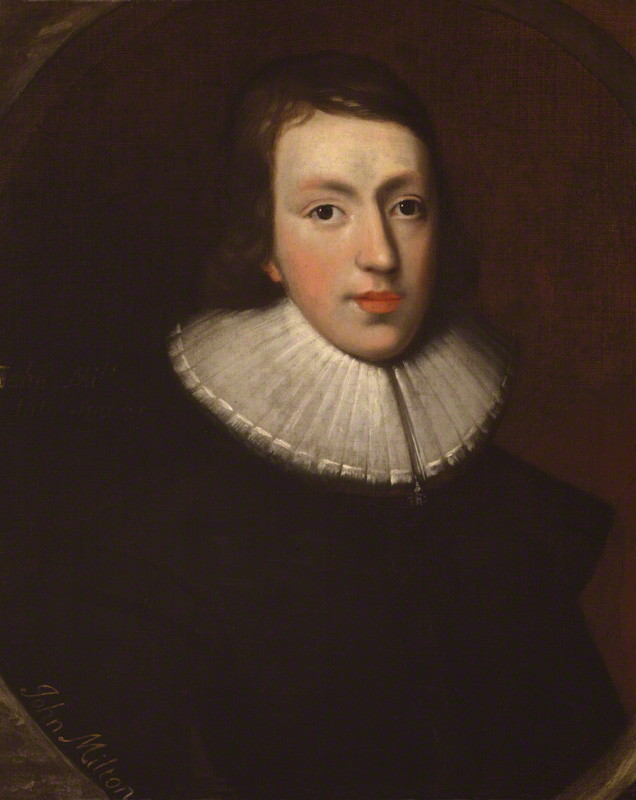
John Milton - tranh của một họa sĩ vô danh

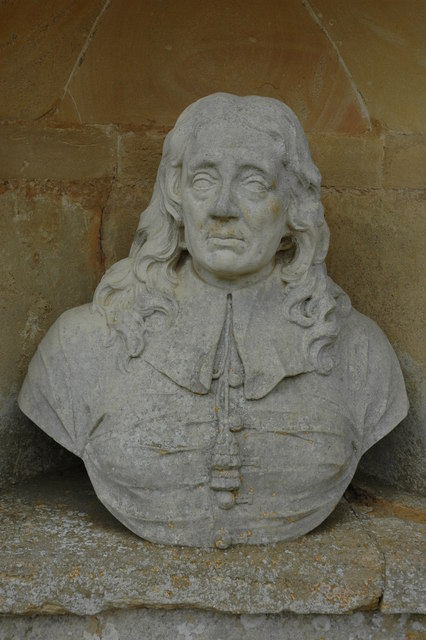
Tượng John Milton ở một ngôi đền

- Poems of Mr John Milton, Both English and Latin (1645)
- Paradise Lost (1667)
- Paradise Regained (1671)
- Samson Agonistes (1671)
- Poems, &c, Upon Several Occasions (1673)

## Tác phẩm chính trị, triết học và tôn giáo
- Of Reformation (1641)
- Of Prelatical Episcopacy (1641)
- Animadversions (1641)
- The Reason of Church-Government Urged against Prelaty (1642)
- Apology for Smectymnuus (1642)
- Doctrine and Discipline of Divorce (1643)
- Judgement of Martin Bucer Concerning Divorce (1644)
- Of Education (1644)
- Areopagitica (1644)
- Tetrachordon (1645)
- Colasterion (1645)
- The Tenure of Kings and Magistrates (1649)
- Eikonoklastes (1649)
- Defensio pro Populo Anglicano [First Defense] (1651)
- Defensio Secunda [Second Defense] (1654)
- A treatise of Civil Power (1659)
- The Likeliest Means to Remove Hirelings from the Church (1659)
- The Ready and Easy Way to Establish a Free Commonwealth (1660)
- Brief Notes Upon a Late Sermon (1660)
- Accedence Commenced Grammar (1669)
- History of Britain (1670)
- Artis logicae plenior institutio [Art of Logic] (1672)
- Of True Religion (1673)
- Epistolae Familiaries (1674)
- Prolusiones (1674)
- A brief History of Moscovia, and other less known Countries lying Eastward of Russia as far as Cathay, gathered from the writings of several Eye-witnesses (1682)  Lưu trữ ngày 1 tháng 5 năm 2007 tại Wayback Machine
- De Doctrina Christiana (1823)

## TríchThiên đường đã mất
| THIÊN ĐƯỜNG ĐÃ MẤT Quyển Thứ nhất Diễn giải Quyển thứ nhất trước hết tóm tắt chủ đề của tác phẩm: sự không nghe lời của Con người, mà hậu quả là đánh mất thiên đàng – nơi cư trú của con người; sau đấy chỉ ra nguyên nhân sa ngã: Con rắn, thực ra là quỷ Satan trong hình con rắn nổi loạn chống lại Chúa Trời và kéo theo nhiều Thiên thần, nhưng Chúa Trời ra lệnh đuổi nó cùng bè lũ từ nước Trời xuống vực thẳm. Nói đến những sự kiện này, trường ca chuyển sang đề tài trung tâm - nói về quỷ Satan và những thiên thần của nó ở Địa ngục. Tiếp đến là sự mô tả Địa ngục không phải ở trung tâm quả đất (trời và đất chưa được tạo ra, nghĩa là chưa có những lời nguyền rủa), mà ở trong bóng tối tuyệt đối gọi là Hỗn mang. Satan và các thiên thần của nó nằm trong hồ nước sôi, bị sét đánh, bị sỉ nhục nhưng sau khi hoàn hồn nó gọi những kẻ có giá trị và chức danh dưới nó, chúng trò chuyện về những nỗi khổ của mình. Satan đánh thức cả bọn khi chúng vẫn còn ở trong tình trạng đờ đẫn. Chúng leo lên, xếp thành hàng ngũ; những kẻ dẫn đầu mang tên của những thần tượng mà sau đó nổi tiếng ở Canaan và những quốc gia lân bang. Satan an ủi các chiến hữu bằng hy vọng giành lại Trời và nói về một thế giới mới và loài sinh vật mới, mà theo những lời tiên tri và truyền thuyết của Nước Trời, thì sẽ được tạo ra – các Thiên thần, theo lời của các Cha già, được tạo nên rất lâu trước khi những sinh vật mà mắt nhìn thấy xuất hiện. Để áp dụng những lời tiên tri và đưa ra hành động tiếp theo, Satan yêu cầu lập một hội đồng và tất cả đồng ý. Từ trong bóng tối hiện ra Pandemonium – lâu đài của Satan. Quỷ sứ Địa ngục ngồi họp nhau ở đó. Về chuyện không nghe lời và về Thứ trái cấm đã mang về cái chết Thiên đường dành cho con người đã mất Cho đến khi Con người vĩ đại kia Trả lại hạnh phúc sung sướng cho ta - Nàng Thơ hãy hát lên và hãy xuống đây Từ miền Oreb, hay từ chốn Sinai Truyền cho người chăn chiên cảm hứng Để từ đó mà truyền cho dân chúng Về sự xuất hiện của mặt đất, bầu trời Từ hỗn mang, và khi người say mê Suối Siloa, đồi Sion vĩ đại Lời tiên tri của Chúa Trời – ta gọi Người giúp ta, và bài hát của ta Bay trên miền Aonia bao la Về những gì cao siêu ta hướng tới. Nguyên vẹn trong văn và cả trong thơ. Nhưng hỡi Linh hồn thần thánh, trước tiên Người thích những con tim liêm khiết cho đền – Hãy truyền dạy những tiên tri cao cả Người giống như chim bồ câu muôn thuở Bay trên vực thẳm, cho nó nở hoa Hãy rót ánh sáng vào bóng tối của ta Làm cho sáng ngời để ta có thể Tìm ra những điều hay và lý lẽ Để chứng minh cho một điều ơn huệ Con đường của Người ta sẽ thanh minh Hãy mở cho ta cả Địa ngục, Thiên Đường Vì con mắt Người nhìn ra tất cả - Điều gì quyến rũ Ông Bà ta như thế Hai người hạnh phúc giữa chốn địa đàng Là ân huệ bất tận của Trời xanh Lại thả mình nghe theo điều dục vọng Xa Đấng Sáng tạo, vi phạm điều cấm đoán. ........................ | PARADISE LOST First Book The Argument The First Book proposes, first in brief, the whole subject - Man's disobedience, and the loss thereupon of Paradise, wherein he was placed: then touches the prime ca use of his fall - the Serpent, or rather Satan in the Serpent; who, revolting from God, and drawing to his side many legions of Angels, was, by the command of God, driven out of Heaven, with all his crew, into the great Deep. Which action passed over, the Poem hastes into the midst of things; presenting Satan, with his Angels, now fallen into Hell - described here not in the Centre (for heaven and earth may be supposed as yet not made, certainly not yet accursed), but in a place of utter darkness, fitliest called Chaos. Here Satan, with his Angels lying on the burning lake, thunderstruck and astonished after a certain space recovers, as from confusion; calls up him who, next in order and dignity, lay by him: they confer of their miserable fall. Satan awakens all his legions, who lay till then in the same manner confounded. They rise: their numbers; array of battle; their chief leaders named, according to the idols known afterwards in Canaan and the countries adjoining. To these Satan directs his speech; comforts them with hope yet of regaining Heaven; but tells them, lastly, of a new world and new kind of creature to be created, according to an ancient prophecy, or report, in Heaven - for that Angels were long before this visible creation was the opinion of many ancient Fathers. To find out the truth of this prophecy, and what to determine thereon, he refers to a full council. What his associates thence attempt. Pandemonium, the palace of Satan, rises, suddenly built out of the Deep: the infernal Peers there sit in council. Of Man's first disobedience, and the fruit Of that forbidden tree whose mortal taste Brought death into the World, and all our woe, With loss of Eden, till one greater Man Restore us, and regain the blissful Seat, Sing, Heavenly Muse, that, on the secret top Of Oreb, or of Sinai, didst inspire That Shepherd who first taught the chosen seed In the beginning how the heavens and earth Rose out of Chaos: or, if Sion hill Delight thee more, and Siloa's brook that flowed Fast by the oracle of God, I thence SInvoke thy aid to my adventrous song, That with no middle flight intends to soar Above the Aonian mount, while it pursues Things unattempted yet in prose or rhyme. And chiefly Thou, O Spirit, that dost prefer Before all temples the upright heart and pure, Instruct me, for Thou know'st; Thou from the first Wast present, and, with mighty wings outspread, Dove-like sat'st brooding on the vast Abyss, And mad'st it pregnant: what in me is dark Illumine, what is low raise and support; That, to the highth of this great argument, I may assert Eternal Providence, And justify the ways of God to men. Say first - for Heaven hides nothing from thy view, Nor the deep tract of Hell - say first what cause Moved our grand Parents, in that happy state, Favoured of Heaven so highly, to fall off From their Creator, and transgress his will ................................. Trích từ Thiên đường đã mất Bản dịch của Hồ Thượng Tuy |